# LEGO Star Wars III: The Clone Wars
LEGO Star Wars III: The Clone Wars è un videogioco di tipo avventura dinamica del 2011, sviluppato da Traveller's Tales e pubblicato da LucasArts a tema LEGO appartenente alla linea LEGO Star Wars.
È il quarto capitolo della saga videoludica, basato sulle guerre dei cloni raccontate nei film Star Wars: Episodio II - L'attacco dei cloni e Star Wars: Episodio III - La vendetta dei Sith della trilogia prequel della saga cinematografica, nel successivo film Star Wars: The Clone Wars del 2008 e nelle prime due stagioni dell'omonima serie TV. LEGO Star Wars III dispone di missioni e personaggi dalla serie televisiva, così come i più grandi personaggi della trilogia originale della saga cinematografica, in entrambe le modalità di giocatore singolo e multigiocatore.
Il gioco è stato distribuito il 22 marzo 2011 per la PlayStation 3, PlayStation Portable, Xbox 360, Wii, Nintendo DS, Microsoft Windows e Nintendo 3DS. La versione per macOS del gioco è stata distribuita il 28 ottobre da Feral Interactive.

## Sviluppo e marketing
Lo sviluppo del gioco è iniziato dalla fine del 2009, quando la seconda stagione di Star Wars: The Clone Wars ebbe inizio. Il gioco è stato rifatto e nel giugno 2010 dopo il finale di stagione, e LEGO Group ha iniziato a lavorare su come aggiungere l'ultima parte della seconda stagione e cose nuove, come un nuovo modo di usare la spada laser. Poi, alla fine del 2010, LEGO annunciò di aver finito il gioco e di iniziare a fare promozione. Il 23 giugno 2010, LEGO ha distribuito il primo trailer per il gioco e successivamente nel 2011 sono state pubblicati demo e filmati. La data ufficiale d'uscita del gioco è il 22 marzo 2011.

## Modalità di gioco
Il gameplay in LEGO Star Wars III: The Clone Wars è simile ai titoli precedenti della serie, e a tutti gli altri giochi LEGO. Si può giocare fino a due giocatori per affrontare i nemici in combattimento, risolvere enigmi, e progredire attraverso i vari livelli. Esso introduce alcune novità, tra cui scene di scambio, dove i giocatori possono passare tra i vari gruppi di personaggi in luoghi separati per completare gli obiettivi in più parti, e combattere contro i boss. Il gioco offre anche alcuni elementi di strategia in tempo reale, come ad esempio comandando grandi eserciti da terra attraverso i campi di battaglia. Inoltre, i combattimenti spaziali sono stati cambiati, rendendoli più realistici in modo da dare una sensazione di battaglia spaziale in 3D. L'ambientazione del gioco sono le guerre dei cloni presenti nel film Star Wars: The Clone Wars e nella serie televisiva omonima, così come il prologo ripreso dal film Star Wars: Episodio II - L'attacco dei cloni, a differenza dei giochi originali caratterizzati dai tutti personaggi dei sei film di Guerre stellari, come LEGO Star Wars: Il videogioco e LEGO Star Wars II: La trilogia classica. La versione console del gioco offre 115 personaggi, mentre la versione portatile solo 77. La versione per PSP, Nintendo 3DS e Nintendo DS hanno alcune differenze rispetto alla versione console (ad esempio, le battaglie di terra non sono presenti) così come altri livelli sono assenti. La versione portatile è dotata di minigiochi sbloccabili come battaglia di palle di neve, pallavolo con i droidi e altro ancora. Le camere in cui si possono testare i veicoli, non sono disponibili nella versione portatile. Alcuni personaggi, come la guarda marina, Chi Cho, Ryo Chuchi, Thi-Sen e altri, sono presenti nella versione portatile, ma non sulla versione per console.

### Novità
Nel complesso, il motore di gioco utilizzato dai precedenti giochi LEGO Star Wars è stato aggiornato. Ora può contenere più di 200 unità di oggetti in movimento o sullo schermo. La grafica è più dettagliata rispetto a prima, e l'illuminazione è stata migliorata. Non sono ancora presenti i dialoghi però, con le scenette che vede i personaggi esprimersi a gesti.
Le nuove caratteristiche includono scenari in cui i giocatori possono comandare grandi eserciti di cloni per combattere contro gli eserciti dei droidi da battaglia (anche se non su Nintendo DS), e una modalità in cui i giocatori possono passare ad un altro gruppo di personaggi in diverse aree le cui storie possono funzionare simultaneamente. Il gioco include il combattimento a schermo diviso. Tutte le nuove funzioni dei personaggi includono il lancio della spada laser, e alcune "mosse combo" per distruggere gli oggetti. livelli veicolo sono stati modificati; Ora, i giocatori possono atterrare la loro nave e iniziare a combattere a piedi (simile a Star Wars: Battlefront II). Tutti gli elementi originali visti nei precedenti giochi LEGO Star Wars sono tornati. Il centro in cui si accede ai livelli è stato cambiato: non si trova più nella locanda di Mos Eisley su Tatooine ma sulle nelle navi Separatiste Invisible Hand e sulla nave della Repubblica Resolute, su cui si possono anche acquistare i personaggi.

## Livelli
Il gioco è strutturato in venti livelli e quaranta missioni bonus, da giocare con molti dei personaggi noti nell'intera saga, in particolare dalla serie TV. Quando un giocatore ha completato un livello in modalità storia, può rigiocarlo con un personaggio a sua scelta, in modo da raccogliere tutti gli oggetti che non ha raccolto in precedenza.
LEGO Star Wars III inizia con il primo livello, tratto dall'Episodio II; in seguito il giocatore può decidere tre trame diverse, ciascuna composta da sei livelli, che vedono come principali antagonisti il Conte Dooku, la sua apprendista Asajj Ventress e il Generale Grievous.
Completati tutti i livelli del gioco, se ne aggiunge uno finale, che vede Anakin, il maestro Windu e alcuni cloni battersi contro lo Zillo Beast. Ci sono dei livelli extra in cui si impersona Cad Bane e la sua banda per liberare Ziro the Hutt, mentre nell'altro si impersona il Conte Dooku con una guardia magna per rapire il figlio di Jabba.

## Accoglienza
Il videogioco LEGO Star Wars III: The Clone Wars ha ricevuto recensioni miste da parte della critica al momento del lancio.
GameSpot ha dato 6.5/10 per PC, PlayStation 3, Xbox 360 e Wii, mentre 6/10 per Nintendo 3DS. Anthony Gallegos di IGN ha dato 7.5/10 alle versioni PC, Xbox 360, PlayStation 3 mentre 7/10 per Wii, e 6.0 per le console portatili come DS, 3DS, e PSP. Ha commentato dicendo che: "il mondo è aperto ai giocatori che vogliono esplorarlo, ma questa volta, Traveller's Tales hanno superato loro stessi". È un gioco semplice e coinvolgente". GameTrailers ha dato al gioco 6.5/10, e lo ha definito "uno dei più noiosi di tutta la serie", criticando fortemente la ripetitività del gioco.
La rivista Play Generation diede alla versione per PlayStation 3 un punteggio di 83/100, apprezzando i miglioramenti grafici, le innovative sezioni di stampo strategico e le fasi esplorative e come contro i difetti nella gestione della telecamera, la ripetitività e la mancanza della coop online, finendo per trovarlo nel complesso uno dei migliori capitoli della serie ma l'assenza della modalità cooperativa online era imperdonabile.

### Vendite
A partire da maggio 2012, il gioco ha venduto oltre 4 milioni di copie in tutto il mondo.